# What Lies Ahead
«Lo que queda por delante» —título original en inglés: «What Lies Ahead»— es el primer episodio de la segunda temporada de la serie de terror posapocalíptica The Walking Dead. Se estrenó en AMC en Estados Unidos el 16 de octubre de 2011. El episodio fue escrito por Frank Darabont (bajo el seudónimo de Ardeth Bey) y Robert Kirkman, y dirigido por Gwyneth Horder-Payton y Ernest Dickerson. En el episodio, Rick Grimes lleva a su grupo a Fort Benning, Georgia, pero durante un encuentro con una horda de zombis, Sophia Peletier (Madison Lintz) desaparece, llevando a que el grupo la busque.
"What Lies Ahead" fue el episodio final que Darabont escribió, después de haber sido despedido de la serie en julio de 2010. El episodio fue previsto para la Convención Internacional de Cómics en San Diego, California, el 22 de julio de 2011. La producción comenzó en junio de 2011. A diferencia de los episodios de la primera temporada, la mayor fotografía para "What Lies Ahead" tomó lugar fuera de los límites de la ciudad de Atlanta, Georgia; la filmación tuvo lugar en Smyrna, Georgia. En previsión del episodio, varios segmentos fueron anunciados y emitidos, incluyendo una serie de seis partes en Internet y un show en vivo después de la serie conducido por Chris Hardwick.
El episodio fue bien recibido por los críticos de televisión, quiénes dijeron que el episodio fue un comienzo fuerte para la temporada. Las clasificaciones para el episofio fueron igualmente positivas. En los Estados Unidos, el episodio rompió el récord del drama más visto en la historia del cable básico, con 7.3 millones de espectadores. En todo el mundo, el episodio promedió un índice de audiencia de 2.0 en los mercados de televisión.

## Trama
En el techo de un edificio en Atlanta, Rick (Andrew Lincoln) intentaba nuevamente comunicarse con Morgan y lo ponía al tanto de lo que había acontecido con el CDC. Él le explica que habían perdido a una más del grupo en la explosión y le dice que planeaban abandonar la ciudad puesto que ya no era segura.
Mientras los sobrevivientes se preparaban para dirigirse a Fort Benning, Rick le pide a su amigo que se cuide y entonces corta la señal. Todos suben a sus vehículos y entonces abandonan Atlanta, mientras viajaban por la carretera, Rick y Lori (Sarah Wayne Callies) comparten recuerdos con su hijo Carl (Chandler Riggs), Carol y su hija Sophia Peletier (Madison Lintz). En la autocaravana de Dale (Jeffrey DeMunn) una aún depresiva Andrea (Laurie Holden) observaba cómo Shane Walsh (Jon Bernthal) limpiaba sus armas y entonces éste se ofrece a enseñarle a hacer lo mismo indicándole que no era muy difícil. Glenn (Steven Yeun) revisaba el mapa para ver si se dirigían por buen camino, pero una interrumpción de congestión vehicular los obliga a detenerse, mientras ellos comienzan a juntar provisiones en el abandonado tráfico vehicular situado en la carretera.
A la distancia, el grupo se percata de una horda masiva de caminantes, por lo cual se refugian debajo de los autos abandonados en la carretera. Andrea se esconde dentro de la caravana, pero pronto un caminante la descubre, Andrea lucha con el. Dale le ayuda con un destornillador a Andrea desde un agujero en el baño a través del techo de la camioneta para usarlo como arma. T-Dog se corta el brazo durante su escape y la sangre que fluye hacia el atrae la atención de las hordas. Daryl, lo rescata y apuñaló a un caminante y ambos se ocultan bajo los cuerpos que emiten el olor de los cadáveres, esto ocasiona que los caminantes se confundan y no puedan verlos, lo cual logran camuflarse de ellos. Sophia, escondiéndose debajo de un automóvil, es notada por dos caminantes y Sophia comienza a correr hacia el bosque. Los caminantes la están siguiendo. Rick va a auxiliarla y Sophia acorralada se esconde en un agujero cerca y le dice que se quede en ese agujero, un lugar seguro y ella se va en dirección opuesta para esconderse, mientras él elimina a los caminantes.
La horda pronto pasa y el grupo vuelve a despejar el camino, mientras que Rick y Daryl intentan encontrar a Sophia. Mientras Rick se va, Shane le dice a la esposa de Rick, Lori, que planea dejar el grupo por su propia cuenta. Rick y Daryl encuentran a un caminante y lo eliminan para examinar si se devoró a Sophia pero Daryl descubre que este se devoró a una marmota y ambos regresan sin éxito, y el grupo pasa la noche para reanudar la búsqueda al día siguiente. Carol reprocha a Rick por perder a Sophia, pero Lori le regaña a Carol por su mala actitud hacia su esposo.
Durante la búsqueda, Andrea se enfrenta a Dale acerca de su decisión de permanecer en el CDC y de querer morir en sus propios términos y su decisión de quedarse con ella le quitó esa oportunidad. El grupo encuentra una pequeña iglesia y eliminan a los pocos caminantes dentro. Mientras Carol reza por el regreso de su hija, Andrea le pide al grupo un arma y Lori le otorga una ella a regañadientes la recibe pero Lori se da cuenta de que Andrea no le tiene simpatía, luego escucha a Shane discutiendo con Lori sobre su partida, y ella le dice que quiere ir con él ya que ambos no encajan en el grupo. Rick, al ver que el grupo comienza a separarse, cuestiona sus habilidades de liderazgo y también reza por orientación.
Rick, Shane y Carl van a buscar comida y ven un ciervo cerca. Cuando Carl se acerca, suena un disparo, y Carl descubre que recibió un disparo en el estómago, cayendo ante la sorpresa de Rick.

## Producción

### Historia

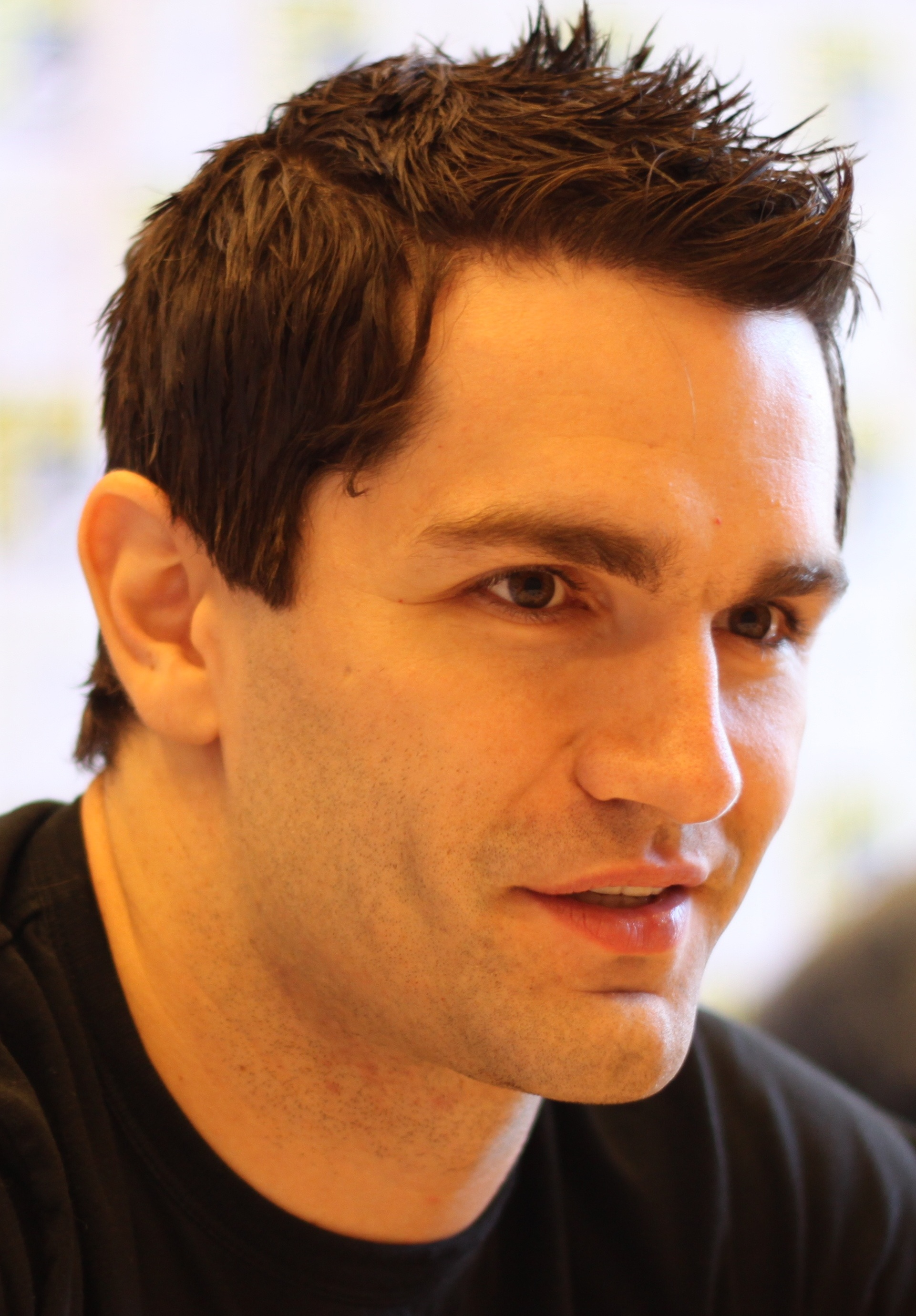
Samuel Witwer, quién hizo una aparición en el proyecto propuesto, estuvo furioso tras oír el rechazo del mismo.

"What Lies Ahead" fue originalmente destinado a ser el segundo episodio de la segunda temporada de la serie. El proyecto propuesto, escrito y dirigido por Frank Darabont, nunca se materializó debido a recortes presupuestarios. Sam Witwer, quién apareció como un soldado moribundo, se frustró al enterarse de su rechazo. "Esto es porque las personas querían ahorrar dinero," articuló. "Esto es porque sintieron necesario cortar el presupuesto como un 35 por ciento. ¿Realmente? ¿Recorte presupuestario? No estoy feliz sobre ello. Y, no es tan simple como no apoyen The Walking Dead porque hay muchas buenas personas en el set. Las personas que se matan por entretenernos a todos [...] Las personas quiénes han sido amenazadas para no hablar más de lo que pasó. Es feo [...] es realmente feo lo que pasó." 
La secuencia inicial muestra las fases iniciales del apocalipsis zombi. Darabont buscó la influencia de la película Black Hawk Down (2001). Dijo: "Todo lo que tienen que hacer es viajar quizás una docena de manzanas, un simple viaje, pero lo que empieza de 'la ciudad está siendo asegurada' a 'diablos, hemos perdido el control, el mundo se está terminando.'" El episodio habría introducido a varios personajes, incluyendo a Andrea, Dale, y Amy (Emma Bell). 
La imagen es del equipo llegando a una barrera abierta donde algunos civiles están siendo detenidos de dejar la ciudad para detener la propagación del contagio, es una escena de pánico e intensidad, y en esta multitud de personas desesperadas, encontramos a Andrea y Amy. Los armados generan pánico, los civiles comienzan a ser derribados por una ametralladora, y en esta escena las chicas son salvadas por un señor mayor que no conocen. Es Dale. Él no es nadie para ellas, sólo un tipo que vio la oportunodad de hacer lo correcto y reaccionó en el momento.
La escena final del episodio se recuerda al piloto, "Days Gone Bye". "Después que el soldado muere esta muerte miserable [...] y después de un lapso de silencio [...] hacemos como una repetición del primer episodio de la primera temporada," dijo Darabont. "Rick viene luchando en el tanque para escapar de la horda [...] le vuela los sesos del soldado zombie [...] ahora Rick está atrapado [...] se desmaya [...] fin." "La idea era tomar el zombie del tanque que Rick encontró en el piloto, y contar la historia de ese soldado. Hacerlo la estrella de su propia película, seguir su camino, pero no revelar quién es hasta el final. La idea es que cada zombie tiene una historia."

### Filmación

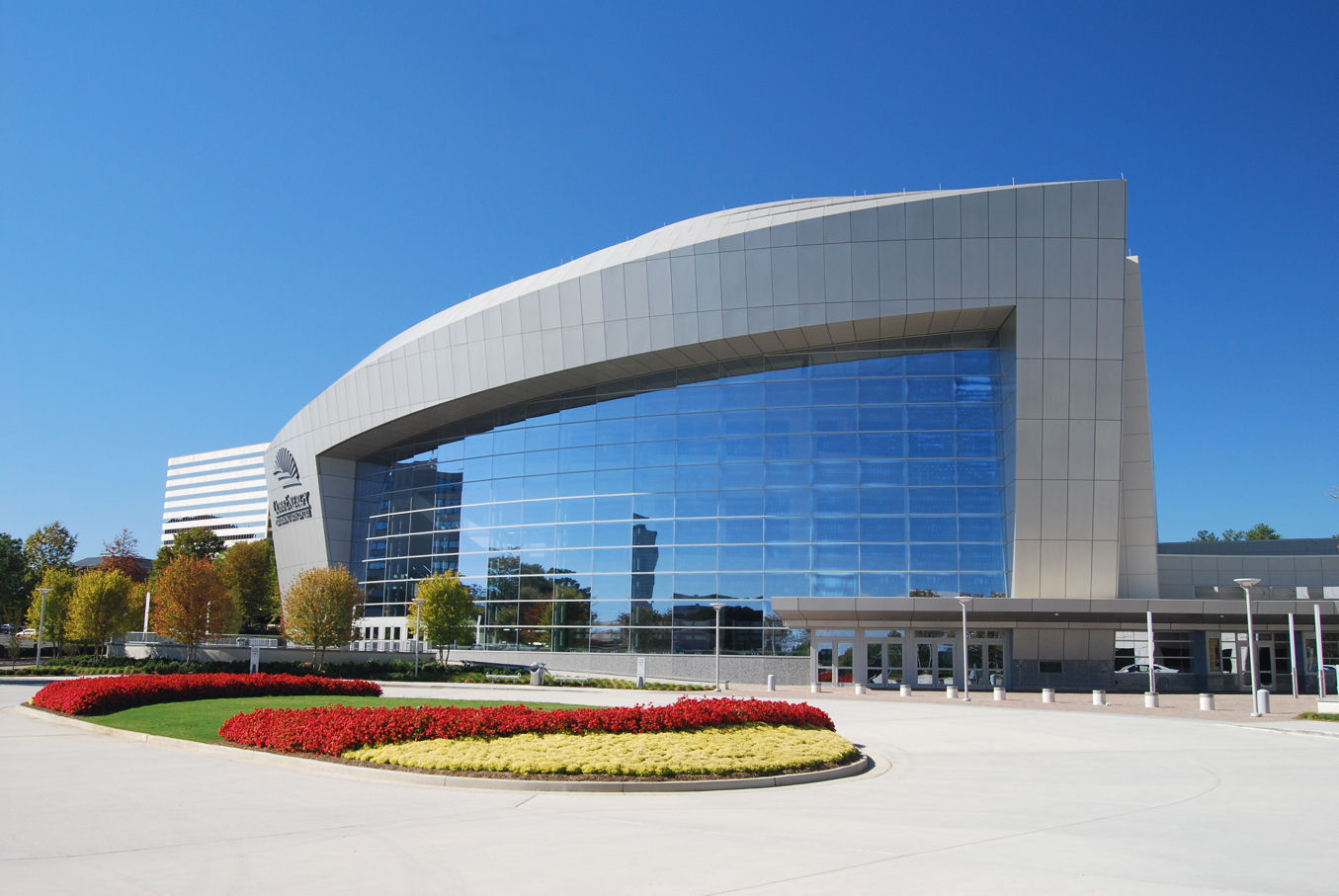
La filmación ocurrió en varias ubicaciones en el área metropolitana de Atlanta, incluyendo el Centro Cobb de Artes Escénicas.

En PaleyFest 2011, se anunció que la producción para "What Lies Ahead", junto con la segunda temporada de la serie, ocurriría fuera de los límites de la ciudad de Atlanta, Georgia. La mayoría del rodaje para el episodio tomó lugar en el Condado de Henry, Georgia. La filmografía en la ubicación del Condado fue de un período de cuatro días desde el 5 de junio hasta el 9 de junio de 2011. Un ratmo de la ruta 20 del Estado de Georgia fue utilizada en producción; como un resultado, el tráfico en el área fue redirigido a las carreteras adyacentes a Atlanta Motor Speedway. Una imagen promocional fue liberada poco después de la culminación de la filmación.
En este momento, estoy parado en un tramo de la carretera interestatal posapocalíptica en Georgia, llena de coches abandonados y rezando para estar reunido con nuestro elenco maravilloso, y nuestros fantásticos directores y equipo. En general, no hay ninguno mejor. Es genial grabar de nuevo. Creo que nos hemos embarcado en una gran temporada.
El rodaje para el episodio se reanudó en el Centro Cobb de Artes Escénicas en Smyrna, Georgia, que fue descrito como la sede de los Centros para el Control y Prevención de Enfermedades. En la preparación para la fotografía principal, varios caminos vecinales fueron cerrados por un período de cuatro horas. La producción se trasladó a un parque de oficinas cercano, donde comenzó el estreno de temporada antes de su emisión. En una entrevista con Entertainment Weekly, el creador Robert Kirkman dijo que después de editar ampliamente el episodio, "había ciertas cosas que sólo se quedaron en la sala de montaje."

## Recepción

### Índices de audiencia
"What Lies Ahead" fue transmitido en los Estados Unidos el 16 de octubre de 2011 en AMC. El episodio recibió 7.3 millones de espectadores y obtuvo una clasificación de 4.8HH; rompiendo el récord para el drama más visto en la historia de la televisión por cable. Recibió la segunda audiencia más alta de la semana sellada el 16 de octubre, logrando mejores resultados que Jersey Shore pero menos que un juego entre los Detroit Lions y Chicago Bears. El episodio logró hazañas similares en las clasificaciones, donde se alcanzó a 3.8 de índice de audiencia - traducido a 4.8 millones de espectadores - en la demográfica de 18 a 49. Obtuvo 4.2 millones de espectadores en la demográfica de 25-54. Después de dos retransmisiones, la audiencia total del episodio fue de 11 millones de espectadores. La audiencia total de "What Lies Ahead" aumentó un 38% del estreno de la serie, "Days Gone Bye", que obtuvo 5.35 millones de espectadores.
El episodio tuvo una respuesta similar en mercados internacionales. Se estrenó en 122 países en treinta y cinco idiomas, y tuvo una audiencia total de 10 millones de espectadores. En España, el episodio fue transmitido por primera vez el 17 de octubre de 2011. Se estimaron 432,000 espectadores. En el Reino Unido, el episodio recibió 693,000 espectadores tras su transmisión, y obtuvo un índice de audiencia de 2.204. La audiencia total en México aumentó un 30% del estreno de temporada, traducido a 296,000. "What Lies Ahead" se convirtió en el programa de televisión más aclamado de la noche en Colombia, con 296,950 espectadores. En Italia, el episodio fue el programa más aclamado entre hombres de la demográfica de 18-49. 
El rendimiento del episodio provocó reacciones en varios ejecutivos de las filiales de difusión de la serie. Hernán López, de Fox International Channels, afirmó que, "The Walking Dead se ha ido de un fenómeno a una pandemia. Los números que entraron en esa semana combinados con los resultados sorprendentes en los Estados Unidos, nos dijo que el virus ahora está fuera de control." Charlie Collier, el presidente de AMC; sintió que The Walking Dead fue una rareza en llegar con éxito a su audiencia principal, así como ampliar su base de fanes. Dijo, "Estamos tan orgullosos y agradecidos por el equipo maravilloso en ambos lados de la cámara que trabajan tanto y están tan comprometidos en hacer de este evento una programación única. El hecho que la serie ahora es el drama más visto en la historia del cable básico es impresionante, al igual que nuestros zombies."

### Críticas

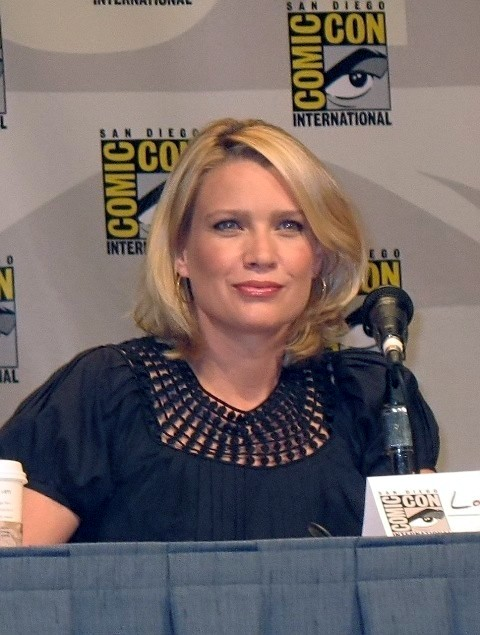
La actuación de Laurie Holden fue bien recibida por los críticos de la televisión.

"What Lies Ahead" fue recibido con un aplauso general de los críticos de la televisión. Gina McIntyre de Los Angeles Times sintió que el episodio fue la mejor entrega de la serie, diciendo que era "emocionante" y "conmovedor". Sentimientos similares fueron repetidos por Josh Jackson de Paste, quién le dio al episodio un 8.8 de 10, lo que significa una "encomiable" calificación. Darren Franich de Entertainment Weekly reaccionó positivo en varias escenas del episodio: Franich observó que le encantó la atmósfera de la escena principal, llamándola "casual". Eric Goldman de IGN sintió que el episodio tuvo a la segunda temporada con un comienzo fuerte. Concluyendo su crítica, le dio al episodio un ocho de diez, lo que significa una calificación "muy buena."
Hank Stuever de The Washington Post señaló que el ritmo de "What Lies Ahead" fue más rápido que los otros episodios. Derek Boeckelmann de Daily News comentó el episodio, considerándolo "terriblemente bueno". Boeckelmann elogió las actuaciones de Laurie Holden y Norman Reedus, y describió al primero como uno de los personajes más fuertes de la serie. Del mismo modo, David Chute de indieWIRE elogió los efectos especiales en el episodio. David Hickley de Daily News le dio tres de cinco estrellas. En concordancia, Tim Goodman de The Hollywood Reporter expresó: "Son 90 minutos de habilidades que lleva a los espectadores dentro de la historia sin perder el ritmo, agregando una profundidad inmediata a los personajes." John Griffiths le dio tres estrellas y media para el episodio.
Algunos críticos se mostraron menos entusiastas sobre el episodio. Zack Handlen de The A.V. Club le dio al episodio un grado "B+", elogió las secuencias múltiples en el episodio, pero afirmó que el desarrollo del personaje se mantuvo más débil. Del mismo modo, Nick Venable de Cinema Blend escribió: "No diré que me aburrí, pero la mayor parte del episodio me dejó indiferente, y mucho menos tenso de lo que debería haber estado."